# Spycker

Spycker este o comună în departamentul Nord, Franța. În 1 ianuarie 2022 avea o populație de 1.725 de locuitori.